# Michal Žákovič
Michal Žákovič (27. dubna 1916 Pucov – 12. dubna 1990 Bratislava) byl slovenský a československý politik, přední funkcionář a předseda Strany slobody, poúnorový poslanec Slovenské národní rady a poslanec Sněmovny národů a Sněmovny lidu Federálního shromáždění za normalizace.

## Život
Ve volbách roku 1948 se stal poslancem Slovenské národní rady. Mandát obhájil ve volbách roku 1954 (v letech 1954–1960 navíc místopředsedou SNR), volbách roku 1960 i volbách roku 1964 (1968–1971 opět místopředsedou SNR). V SNR zasedal i po volbách roku 1971 (do roku 1972 jako její místopředseda).
V roce 1956 byl na 1. slovenské konferenci Strany slobody zvolen jejím předsedou a ve funkci setrval 30 let. Odstoupil až roku 1986 ve věku sedmdesáti let. Zpočátku ovšem jeho pozice ve straně nebyla nejsilnější. Roli důvěrníka KSČ hrál František Štefánik, který se s Žákovičem roku 1957 utkal o kontrolu na listem Sloboda. Díky svým kontaktům na komunistickou stranu se Štefánikovi podařilo odsunout Žákoviče v této době do spíše ceremoniální funkce předsedy, zatímco faktické rozhodování určoval on. Štefánik pak ztratil vliv až v roce 1968, kdy byl v souvislosti s reformním hnutím pražského jara odvolán a Žákovič zůstal předsedou. Ve funkci byl potvrzen i na 3. konferenci Strany slobody v roce 1972 a následujících konferencích roku 1978 a 1983. Teprve v roce 1986 rezignoval.
V lednu 1968 zasedl do státoprávní komise SNR, která měla prověřit reformu postavení Slovenska v ČSSR.
Po provedení federalizace Československa usedl v lednu 1969 do Sněmovny národů Federálního shromáždění. Do federálního parlamentu ho nominovala Slovenská národní rada. Ve FS zasedal do voleb roku 1971. Do federálního parlamentu se vrátil po volbách roku 1976, kdy přešel do Sněmovny lidu (volební obvod Holíč). Mandát obhájil ve volbách roku 1981 (obvod Šaštín-Stráže) a volbách roku 1986. V parlamentu setrval do ledna 1990, kdy ho vedení Strany slobody odvolalo z funkce v rámci procesu kooptace do Federálního shromáždění po sametové revoluci.